# برالين

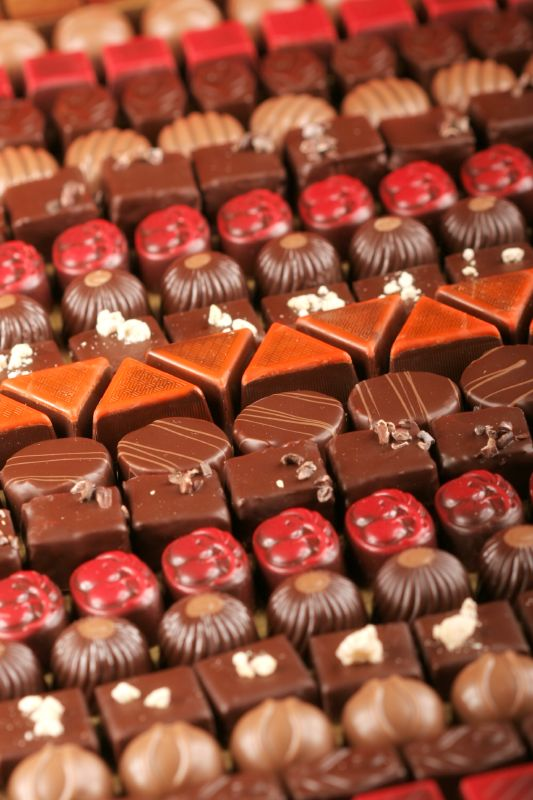
برالين بلجيكيّة

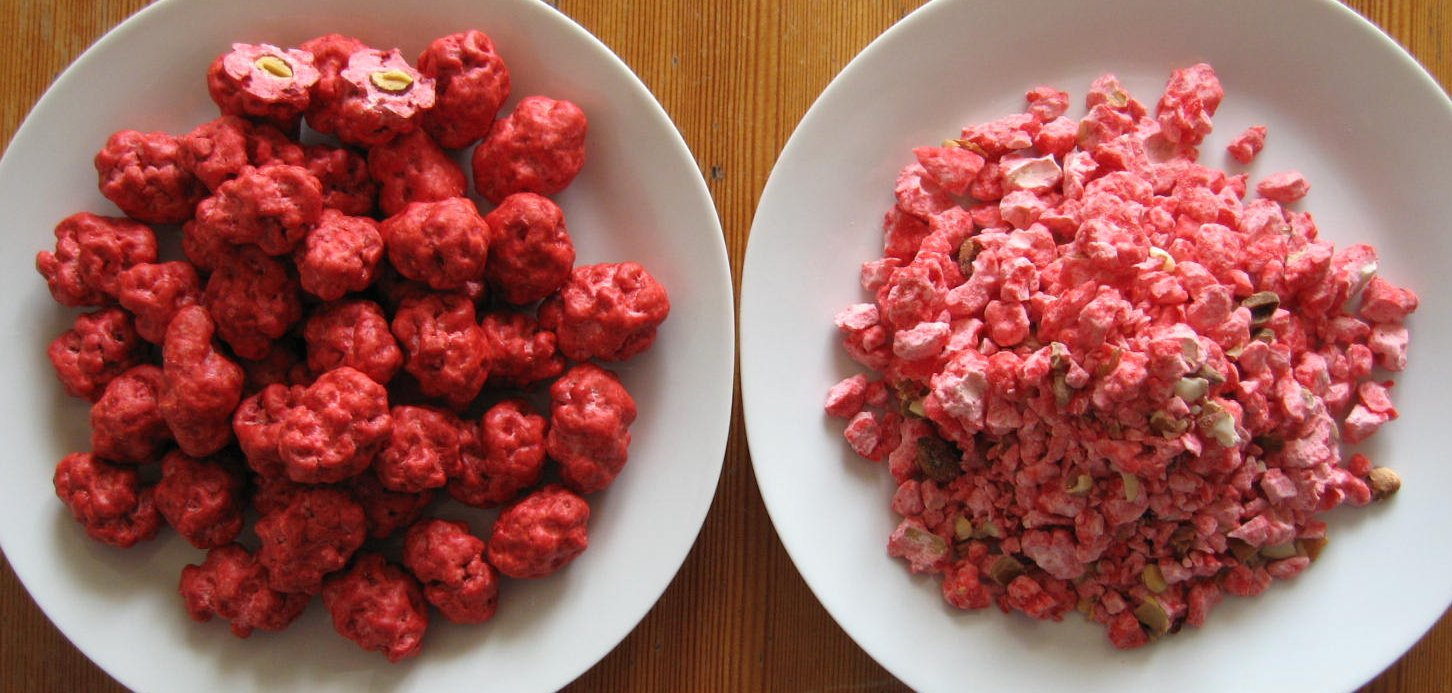
البرالين الفرنسيّة الورديّة (مسحوقة أو كاملة)

البرالين (بالفرنسية: Praline)‏ هي نوع من الحلويات تحتوي على الأقل على السكر والمكسرات، يختلف شكلها ومكوّناتها من بلد لآخر، هنالك ثلاث أنواع رئيسيّة من البرالين: الفرنسيّة، البلجيكيّة والأمريكيّة.

## أنواع البرالين

### البرالين البلجيكيّة
البرالين البلجيكيّة هي عبارة عن شوكولاتة، تكون عادة على شكل قطع صغيرة محشوة بكريمة الشوكولاتة (في هذه الحالة يصبح اسمها تروفل) أو من النوغة أو المكسرات أو الفستق أو المرصبان أو غير ذلك.

يشترط الاتحاد الأوروبي على الحلويات المصنوعة بهذا الشكل أن تحوي على الأقل ما نسبته 25% من الشوكولاتة كي يطلق عليها اسم برالين.

### البرالين الفرنسيّة
البرالين الفرنسيّة هي حلوى تحمل اسم المشير بليسيس براسلين اخترعها لأجله طباخه الشخصي في القرن 17. هي حلوى متكوّنة من حبّة لوز مغطّاة بطبقات من السكّر الصلب، عادة ما تكون ملوّنة ومنكّهة، أشهرها البرالين الورديّة.

### البرالين الأمركيّة
البرالين الأمركيّة تعرف أيضا باسم حلوى لويزيانا. جلب المستوطنون الفرنسيون الوصفة الفرنسيّة للويزيانا، حيث كان قصب السكر وشجر البقان موجود بوفرة. خلال القرن 19، استبدل طهاة نيو اورليانز اللوز بالبقان ، وأضافوا كريم ليغلف الحلوى.

هذه الحلوى لديها قوام قشدي. يتم خلط السكر البني، والزبدة، والقشدة أو اللبن في وعاء على نار متوسطة وعالية، ثم يحرك باستمرار، حتى يتبخر الماء ويصبح قوامها سميك ولونها بنّي، ثمّ تترك لتبرد.
تعد فرنسا وبلجيكا من أشهر الدول التي تصنع حلويات البرالين.

## اقرأ أيضاً
- تروفل
- شوكولاتة